# U-Comix
U-Comix ist ein alternatives deutsches Comicmagazin, das 1969 von Raymond Martin gegründet wurde.
Raymond Martin veröffentlichte ab 1969 unter dem Titel U-Comix zunächst überwiegend ungenehmigte Kopien amerikanischer Underground Comix, den Vertrieb besorgte der von ihm gegründete „Volksverlag“. In loser Folge erschienen 17 Ausgaben, wobei sich der Umfang von anfangs 16 auf 52 Seiten steigerte. Ab September 1980 erschien U-Comix regelmäßig monatlich, nun teilweise in Farbe; die Nummerierung der Hefte begann wieder bei Nr. 1. Neben amerikanischen Serien von Gilbert Shelton (Freak Brothers) und Dave Sheridan wurden nun auch französische Titel, vorwiegend aus dem von  Gotlib gegründeten Magazin Fluide Glacial, aufgenommen. Neben Gotlibs eigenen Werken wurden auch Comics von in Deutschland bislang eher unbekannten Zeichnern wie z. B. Édika, Philippe Foerster und Frank Margerin übersetzt und veröffentlicht. 
In U-Comix-Sonderbänden, Anthologien mit bis zu 300 Seiten, wurden ab 1973 verschiedene einzelne amerikanische und europäische Künstler mit ihren Werken vorgestellt. Diese Reihe wurde 1982 nach 36 Ausgaben eingestellt, nicht zuletzt, weil 1981 etliche Bände durch die Bundesprüfstelle für jugendgefährdende Schriften indiziert wurden. Gegenstand dieser Zensuren waren übertriebene Abbildungen (Überzeichnungen) sexueller Natur (z. B. Abbildungen von unverhältnismäßig großen Geschlechtsteilen oder zu groß geratenen weiblichen Brustwarzen). Eine weitere Reihe, U-Comix Extra wurde daher 1981 ebenfalls eingestellt. In der Folge machte U-Comix ein angepassteres Programm, etliche bisherige Künstler wurden durch andere ersetzt. 
Nach 50 Ausgaben und nach Konkurs des Volksverlags übernahm 1984 der Alpha Comic Verlag das Magazin. Bei Alpha erschien ab 1986 die Serie U-Comix präsentiert und von 1989 bis 1992 die Serie U-Comix Spezial. Nach jahrelangem Rechtsstreit wegen der Vorwürfe der Jugendgefährdung und der damit einhergehenden Verunsicherung der Händler wurde U-Comix 1997 mit Erscheinen des Doppelheftes 180/181 eingestellt. 
Mit Entscheidungen A 119/06 bis A 121/06 vom 19. September 2006 wurden die U-Comix Sonderbände 6, 10 und 13 aus der Liste jugendgefährdender Medien gestrichen.

## Wiederauflage (2013)

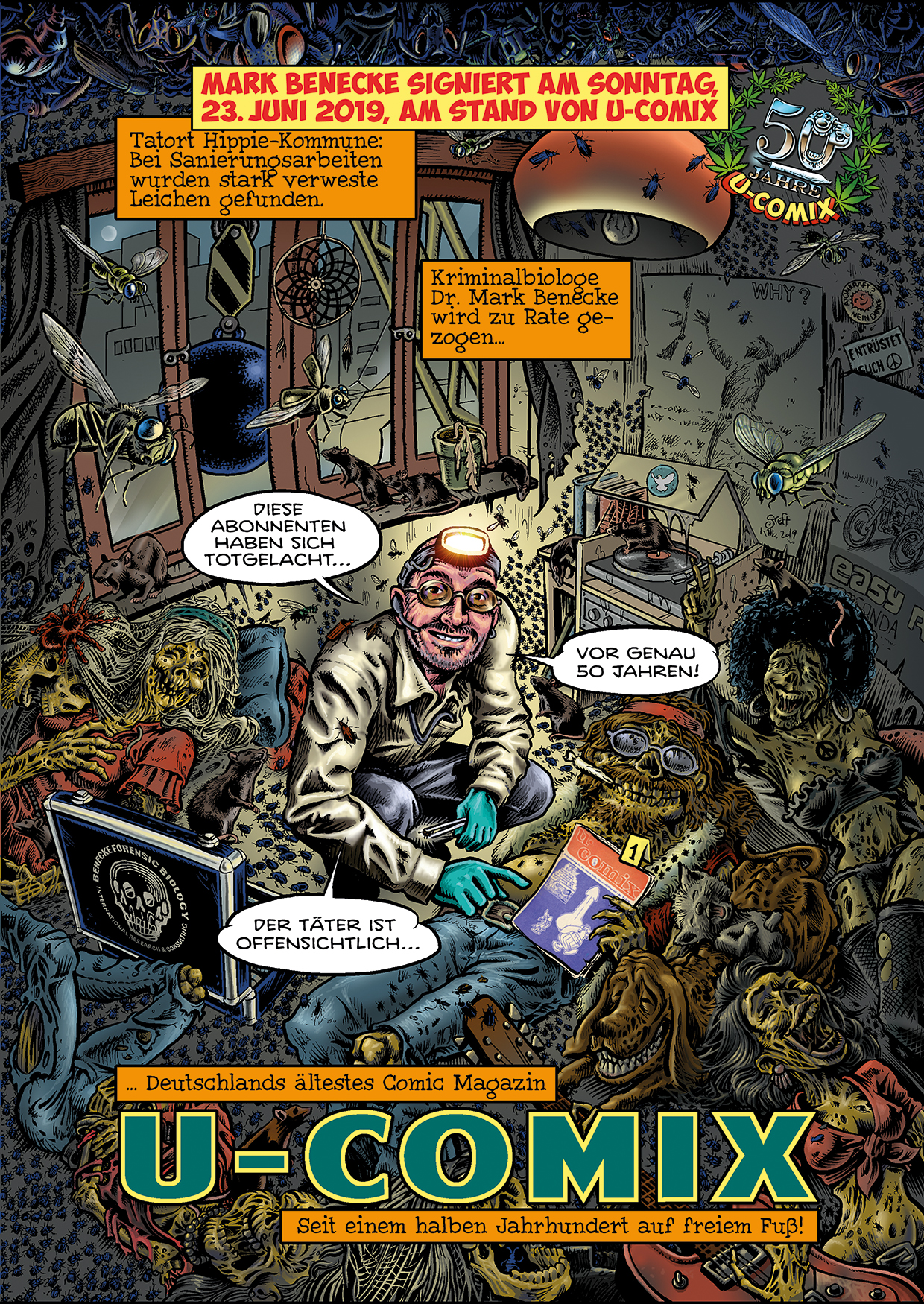
Kriminalbiologe Mark Benecke untersucht die Mumien der ersten Leser der U-Comix (Jubiläums-Poster 2019), Zeichnung von Steff Murschetz

Im Jahr 2013 hat Steff Murschetz von Undergroundcomix.de den Titel U-Comix wiederaufgelegt.
Diesmal werden jedoch nicht Comics aus dem Ausland präsentiert, sondern einheimische Künstler.
Zum Gratis-Comic-Tag 2013 wurde U-Comix Nr. 182 in einer Auflage von 10.000 Stück in den bundesweit teilnehmenden Comic- und Buchläden verschenkt.
Ab der Nr. 183 erschien U-Comix 3-monatlich im Bahnhofsbuchhandel und im Comic-Fachhandel. Jährlich zum Gratis Comic Tag erschien zudem eine kostenlose Sonderausgabe, die sich einem speziellen Thema widmet. Mit Heft 198 wurde das Erscheinen der Print-Ausgabe vorläufig eingestellt.